# Melanaspis monotes
Melanaspis monotes är en insektsart som först beskrevs av Hall 1929.  Melanaspis monotes ingår i släktet Melanaspis och familjen pansarsköldlöss.
Artens utbredningsområde är Zimbabwe. Inga underarter finns listade i Catalogue of Life.